# Altdorf-Kirchberg-Koslarer Mühlenteich
Der Altdorf-Kirchberg-Koslarer Mühlenteich ist ein nahe Jülich unmittelbar südlich der Ortschaft Kirchberg von der Inde abgehender Kanal im Kreis Düren in Nordrhein-Westfalen. Er ist knapp 11 km lang und mündet etwa 2 km vor Linnich bei Floßdorf in die Rur.
Sein Ursprung lag, wie sein Name schon sagt, früher am Ortsrand des ehemaligen Altdorf, des südlichen Nachbardorfs von Kirchberg, wo er von der Inde abgeschlagen wurde. Altdorf wurde jedoch um das Jahr 2003 für den voranschreitenden Tagebau Inden II abgerissen, und die Inde erhielt 2005 ein neues Bett durch das Gebiet des zu diesem Zeitpunkt wieder verfüllten Tagebaus Inden I. Dadurch beginnt der Altdorf-Kirchberg-Koslarer Mühlenteich seitdem nicht mehr bei Altdorf, sondern etwa 2 km weiter nördlich bei Kirchberg. (Zur Orientierung: Das heutige Altdorf liegt circa 4 km südlich vom früheren Altdorf.)

## Geographie

### Verlauf

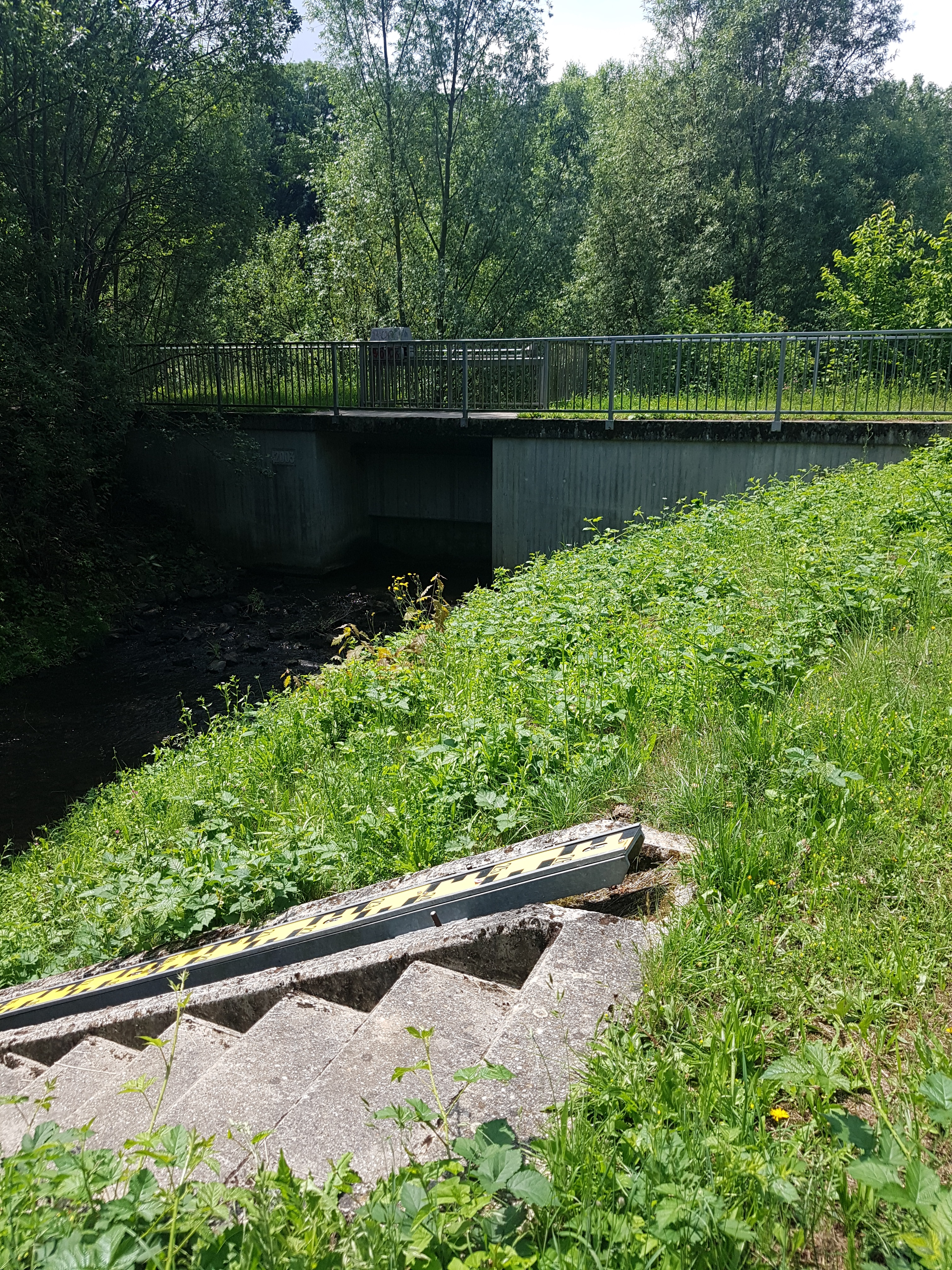
Wehr am Abschlag von der Inde

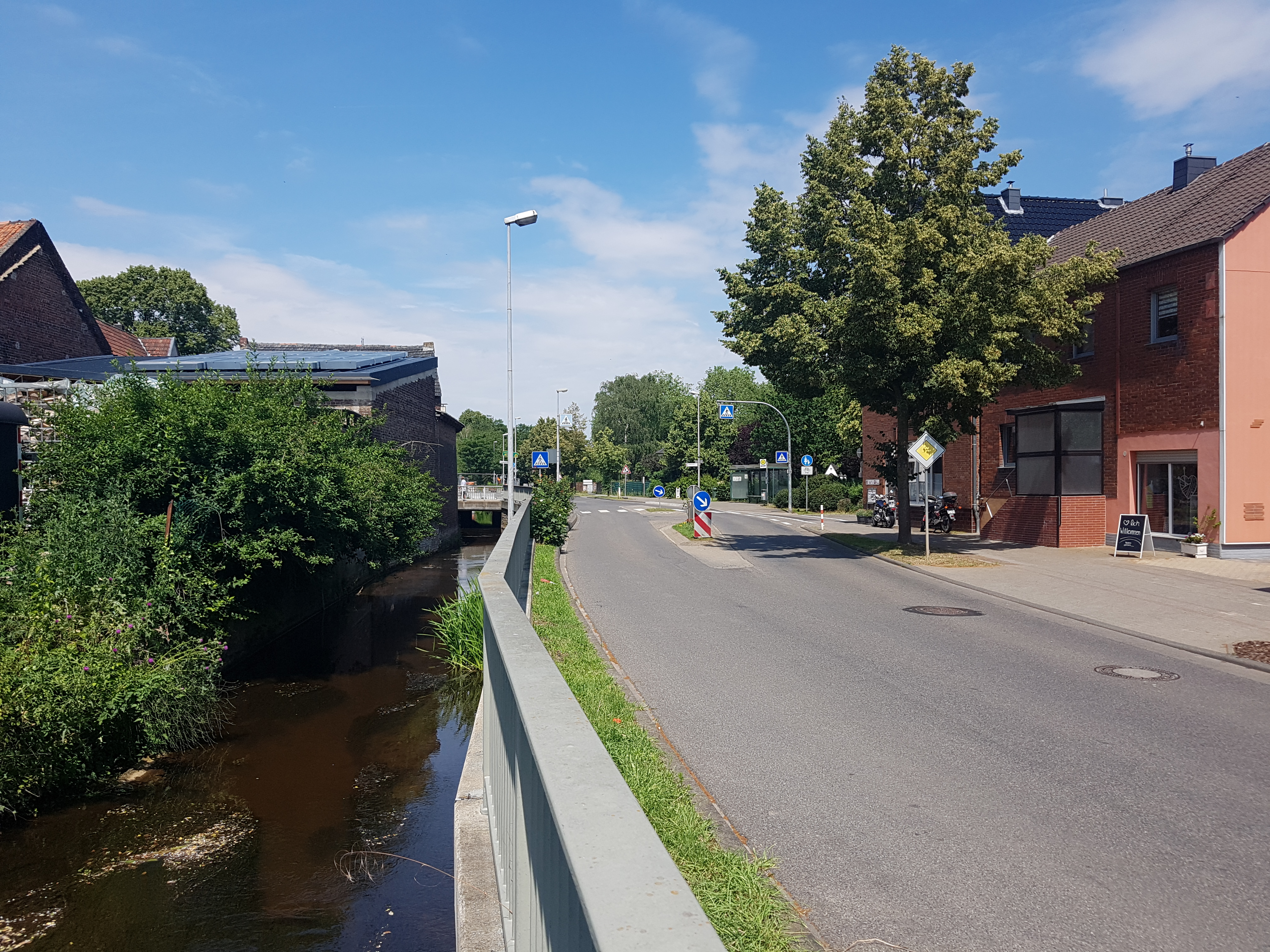
Mühlenteich inmitten der Ortslage Kirchberg

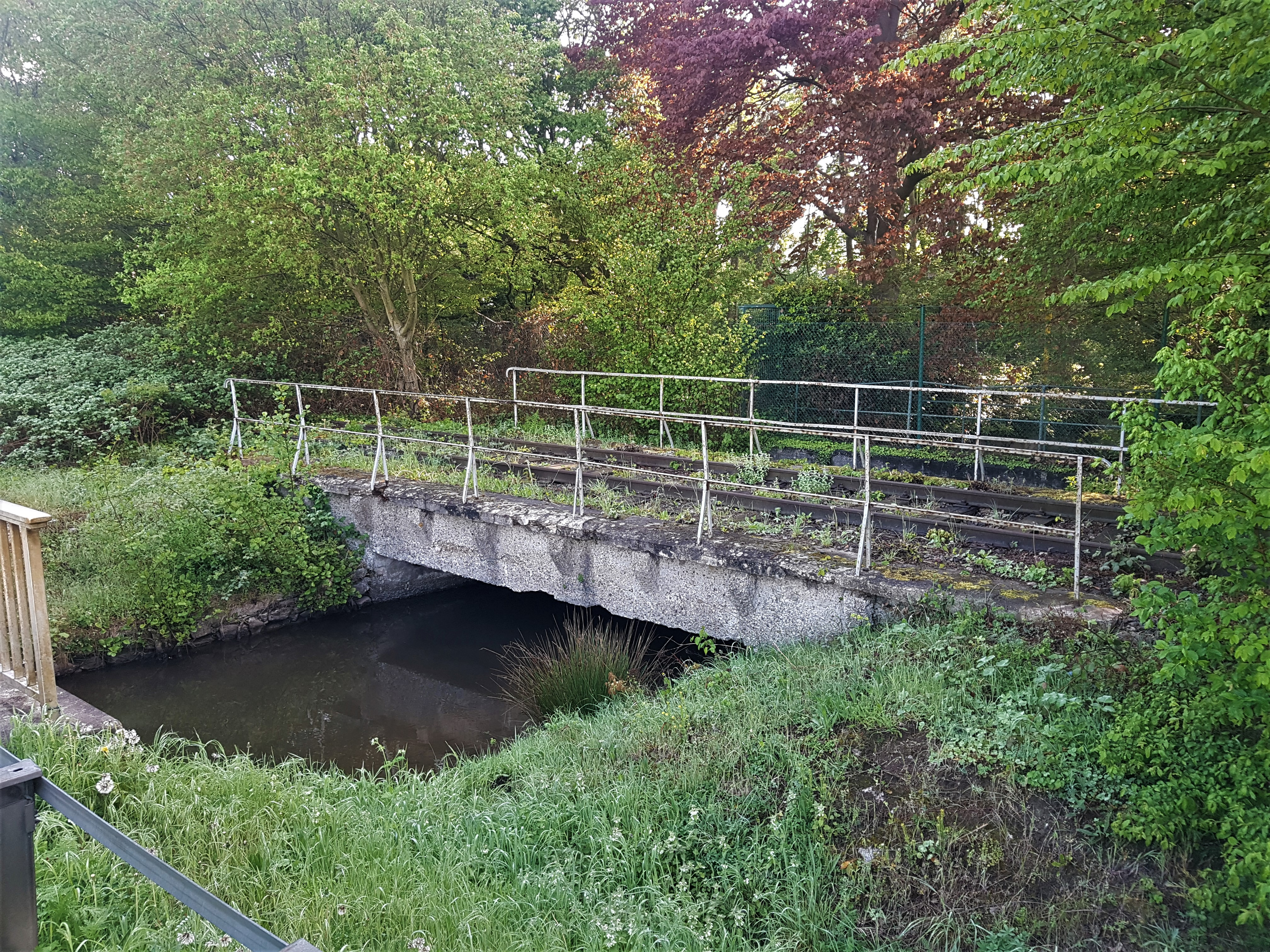
Brücke der Jülicher Kreisbahn über den Mühlenteich in Koslar unmittelbar neben der Papierfabrik

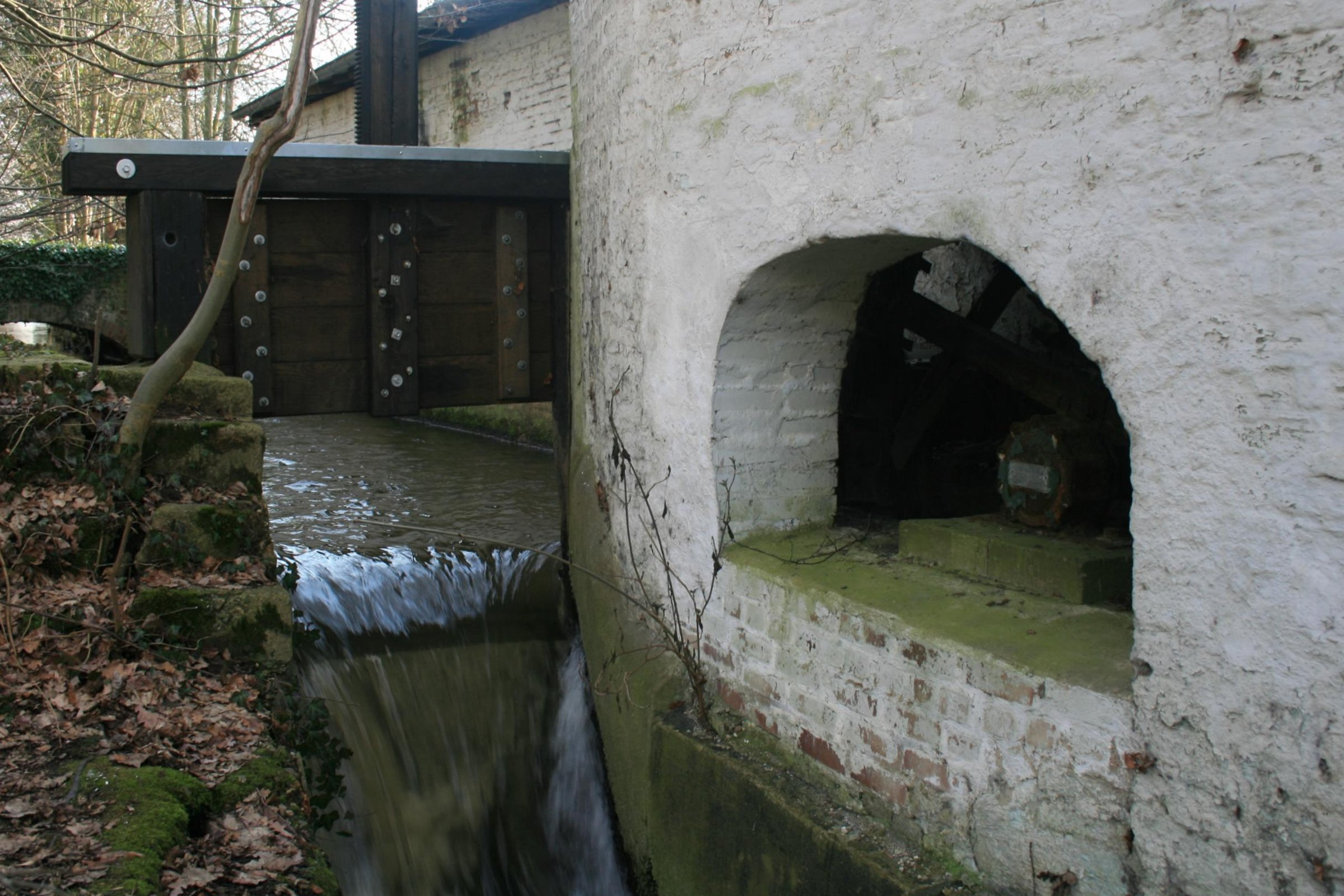
Mühlenteich bei Barmen an der Kellenberger Mühle, im Inneren ist das Mühlrad zu erkennen

Der Altdorf-Kirchberg-Koslarer Mühlenteich fließt weitgehend in nördliche Richtung. Früher begann er am östlichen Ortsrand des ehemaligen Altdorf und floss parallel zur Landstraße 241 (Altdorf – Kirchberg) erst östlich, dann westlich von dieser und damit auch parallel zur Inde. Zwischen Altdorf und Kirchberg zeigte er noch in den 1990er-Jahren starke Mäander.
Heute beginnt er erst am südlichen Ortsrand Kirchbergs, auf seinen ersten etwa 200 Metern mäandriert er immer noch sehr stark, danach jedoch nicht mehr. Er verläuft dann zunächst auf recht geradem Weg zentral durch Kirchberg, meist direkt neben dessen Hauptstraße, und passiert dabei die Papierfabriken Gissler & Pass sowie Eichhorn im Süden und Norden des Dorfes. Weiter nach Norden hin verläuft er unmittelbar westlich der Teichlandschaft des Kieswerks sowie des gesamten Jülicher Brückenkopfparks. Sodann wendet er sich nach Westen und erreicht Koslar sowie die dortige Papierfabrik Mondi (früher Schleipen & Erkens), wo er sich wieder nach Norden orientiert. Auch Koslar durchquert er relativ zentral. Anschließend verläuft er zwischen Koslar und Barmen durch das Naturschutzgebiet Prinzwingert in etwa 200 m Entfernung parallel zur Trasse der Jülicher Kreisbahn, welche den Wald nach Westen hin begrenzt. Danach durchquert er abermals in zentraler Lage den nächsten Ort Barmen. Am nördlichen Ortsrand von Barmen fließt er an Schloss Kellenberg und der Kellenberger Mühle vorbei, anschließend durch das Naturschutzgebiet Kellenberger Kamp, um nach Passage der Pickartzmühle schließlich am südlichen Ortsrand von Floßdorf in die Rur einzumünden.

### Orte
Ortschaften am Lauf des Altdorf-Kirchberg-Koslarer Mühlenteichs mit ihren Zugehörigkeiten:
- (bis ca. 2003: ehemaliges Altdorf)
- Kirchberg
- Stadt Jülich (rechts)
- Koslar
- Barmen
- Floßdorf (links)

## Besonderheiten
Durch die Tagebau-bedingte Verlegung der Inde 2005 änderte sich auch der Beginn des Mühlenteichs. Er beginnt daher heute an dem Ort, wo die neue (umgeleitete) Inde den Verlauf des alten (mäandrierenden) Mühlenteich kreuzt, also an einer Stelle, an der es im 20. Jahrhundert noch gar keinen Fluss gab, aus welchem man einen Mühlenteich hätte abschlagen können.